# John Lyons (linguiste)
Pour les articles homonymes, voir Lyons et John Lyons.
Sir John Lyons, né le 23 mai 1932 à Stretford dans le Grand Manchester et mort le 12 mars 2020 à Vichy en France, est un linguiste britannique, connu pour ses travaux en sémantique.

## Biographie
John Lyons a étudié à St Bede's College (en), Manchester et à Christ's College, Cambridge. Il a enseigné à l'École des études orientales et africaines de Londres (1957-1961) et à Cambridge (1961-1964). Il a été professeur de linguistique aux universités d'Édimbourg (1964-1976) et de Sussex (1976-1984). Il a été professeur de Trinity Hall (Cambridge) pendant 15 ans avant de prendre sa retraite en 2000.
Les textes introductifs de Lyons sont beaucoup lus, notamment Introduction to Theoretical Linguistics, Chomsky, Semantics et Linguistic Semantics.

## Distinctions
Il a été anobli en 1987.
- 1992 : doctorat honoris causa de l'université d'Anvers[3]

## Œuvres
- Structural Semantics (1963)
- Introduction to Theoretical Linguistics (1968)
- Chomsky (1970)
- Semantics 1 (1977)
- Semantics 2 (1977)
- Language and Linguistics (1981)
- Language, Meaning and Context (1981)
- Natural Language and Universal Grammar (1991)
- Linguistic Semantics: An introduction (1995)

### Traductions en français
- Chomsky (Seghers, 1971)
- Linguistique générale : introduction à la linguistique théorique, trad. par Françoise Dubois-Charlier et David Robinson (Larousse, 1970).
- Éléments de sémantique[4] (Larousse, 1978).  (ISBN 2030703443))
- Sémantique linguistique[5] (Larousse, 1980).  (ISBN 2038500347))